# Generální advokát
Generální advokát je funkcí významnou a zřízenou u Soudního dvora EU a osoba ji vykonávající musí být nestranná a nezávislá. Úkolem generálních advokátů, je předkládat veřejně, nestranně a nezávisle odůvodněné návrhy rozhodnutí ve věcech, v nichž je podle Statutu Soudního dvora EU vyžadována jejich účast. Jeho posudky jsou veřejné a soud se jimi zpravidla řídí.
Soudní dvůr EU měl do března 2015 celkem 8 generálních advokátů s tím, že 5 z nich pocházelo z velkých členských států (Německo, Francie, Velká Británie, Španělsko a Itálie) a zbývající 3 pozice rotovaly v pevně stanoveném pořadí mezi ostatními členskými státy EU. Od 07.10.2015 se počet generálních advokátů navýší na 11. V roce 2013 bylo 1 místo přiřčeno Polsku a o zbývající 2 se bude dělit zbytek EU včetně České republiky.
Generální advokáti jsou jmenováni dohodou členských států na období 6 let, každé 3 roky dochází k jejich obměně. Přes shodu názvu je nelze zaměňovat s advokáty zastupujícími v řízeních před soudy účastníky (strany) těchto řízení.
Důvodem pro zřízení funkce generálního advokáta bylo to, že řízení před Soudním dvorem bylo od počátku jednostupňové bez možnosti podání opravného prostředku. Proto bylo považováno za důležité získat ve věci právní názor odlišný od názoru stran a názoru rozhodujícího soudu. Přidělený generální advokát (určený tzv. prvním generálním advokátem) vydává ve věci své stanovisko (tzv. opinion), v němž zpravidla analyzuje dosavadní vývoj unijního práva ve vztahu k dotčeným právním otázkám a navrhuje Soudnímu dvoru rozhodnutí ve věci.
Prvním českým generálním advokátem se 7. října 2015 stal Michal Bobek. Bobkovu jmenování předcházelo kladné stanovisko Výboru expertů, které ještě potvrdila Mezivládní konference členských států na úrovni Stálého zastoupení při EU.